# Уиниск (река)
Уиниск (на английски: Winisk River) е река в Централна Канада, северозападната част на провинции Онтарио, вливаща се в южната част на Хъдсъновия залив. Дължината ѝ от 475 км ѝ отрежда 77-о място сред реките на Канада.
Река Уиниск изтича от югоизточната част на езерото Уънумин (на 242 м н.в.), разположено в северозападната част на провинция Онтарио, в което от запад се влива река пайпстън (дължина над 150 км). В началото Уиниск тече на изток през поредица от проточни езера — Нибинамик, Уапикопа, Чипаи и Уиниск, откъдето се насочва на север. В този участък реката тече през провинциалния парс „Уотървей-Уиниск Ривър“, като по течението ѝ има няколко теснини, бързеи, прагове и водопади (Баскинейг). Тук отляво приема най-големия си приток река Ашевейг, на 54°43′58″ с. ш. 87°17′38″ з. д. / 54.732778° с. ш. 87.293889° з. д. завива на изток, получава отдясно притока си река Шаматава, разделя се на ръкави и се влива в южната част на Хъдсъновия залив.
Площта на водосборния басейн на реката е 67 300 km2, като се вклинява между водосборните басейните на реките Атавапискат на юг, Екуан на изток и Севърн на северозапад.
Максималният отток на Уиниск е през юни и юли, а минималния през февруари-март. Снежно-дъждовно подхранване. От ноември до края на април, началото на май реката замръзва.
През 1820 г. компанията „Хъдсън Бей“, търгуваща с ценни животински кожи построява в устието на реката (на левия бряг) търговското селище (фактория) Форт Уиниск, което през 1947 г. е преименувано на Уиниск. През 1986 г. градчето е напълно унищожено от наводнение предизвикано от реката и е построено на ново място, малко по-нагоре по течението ѝ.
По реката, освен градчето Уиниск има само три малки индиански селища: Уънумин Лейк (на остров в езерото Уънумин), Уебекуе (на остров в езерото Уиникс) и Пиауанук (в долното течение на реката, на левия ѝ бряг, в близост до устието на река Шаматава).
На езика на местните индианци кри Уиниск означава „мармот“ или „горски мармот“.